# عبدالرضا سلاجقه
عبدالرضا سلاجقه (متولد ۱۳۱۴) شیمی‌دان ایرانی است. او برای ترجمه کتاب اصول تجزیه دستگاهی برگزیدهٔ هفتمین دورهٔ کتاب سال ایران شد.